# Лорънс Гулд
Лорънс Маккинли Гулд (на английски: Laurence McKinley Gould) е американски геолог, полярен изследовател.

## Произход и образование (1896 – 1926)
Роден е на 22 август 1896 година в Женева, окръг Ван Бюрен, щат Мичиган. След завършване на гимназия в Южен Хейвън (Мичиган), през 1914 отива в Бока Ратон, Флорида, където в продължение на две години е преподавател в начално училище и спестява пари за следване. През 1916 постъпва в Мичиганския университет, но през следващата година прекъсва обучението си и постъпва в армията като участва в Първата световна война. През 1919 се демобилизира, връща се в университета и възобновява следването си. През 1921 се дипломира с бакалавърска степен по геология и постъпва на работа във факултета по геология на същия университет като инструктор и същевременно продължава образованието си. През 1923 защитава магистърска степен, а през 1925 получава докторска степен по геология с дисертацията си за планината Ла Сал в щата Юта. През 1926 е назначен за асистент, а през 1930 става доцент го геология.

## Експедиционна дейност (1926 – 1930)

### Експедиции в Арктика (1926 – 1927)
През лятото на 1926 г., Гулд предприема първото си пътуване до Арктика като помощник-геолог в експедиция в Гренландия, спонсорирана от университета. През следващото лято, в качеството си на географ и топограф, участва в нова арктическа експедиция, този път в Канадския арктичен архипелаг.

### Експедиция в Антарктида (1928 – 1930)
През 1928 – 1930 участва в първата антарктическа експедиция на адмирал Ричард Ивлин Бърд, като ръководител на научния екип. От 4 ноември 1929 до 19 януари 1930 заедно с петима спътници извършва изтощителен 2400-километров поход в Антарктида. Открива „остров“ Рузвелт (79°00′ ю. ш. 162°00′ з. д. / 79° ю. ш. 162° з. д.), картира над 300 км от източния бряг на шелфовия ледник Рос (Бряг Гулд) и провежда първите геоложки и глациоложки изследвания в този район. През декември изследва и картира над 300 км от северния склон на планината Куин Мод и открива ледниците леверет, Скот и Амундсен, стичащи се от планината. На 19 юли 1930 експедицията се завръща в САЩ и всички нейни участници са посрещнати като герои. Гулд е награден със златен медал от Конгреса на САЩ, медал „Дейвид Ливингстън“ от Американското географско дружество и медал от кмета на Ню Йорк.
През 1931 излиза от печат книгата му: „Cold: the Record of an Antarctic Sledge Journey“ (Brewer, Warren & Putnam), в която описва преживяванията си на южния континент.

## Следващи години (1931 – 1996)
През следващите месеци и години Гулд обикаля из страната като изнася лекции за Антарктида и написва няколко научни статии за резултатите от експедицията.
През 1932 става професор и председател на геоложкия отдел в колежа Карлтън, Минесота, където остава до 1962. През 1963 се премества в град Тусон и преподава глациология в университета в Аризона.
Умира на 21 юни 1996 година в Тусон на 98-годишна възраст. Носител е на 26 почетни медала.

## Памет
Неговото име носят:
- Бряг Гулд (83° 30` – 85° 30` ю.ш., 144° – 149° з.д.) в Антарктида;
- връх Гулд (85°45′ ю. ш. 148°30′ з. д. / 85.75° ю. ш. 148.5° з. д., 2280 м) на Брега Гулд в Антарктида;
- залив Гулд (78°00′ ю. ш. 44°30′ з. д. / 78° ю. ш. 44.5° з. д.) на брега на шелфовия ледник Филхнер в Антарктида.